# David Hoberman
David Hoberman est un producteur américain, l'un des principaux de l'industrie du cinéma actuelle avec plus de 100 films produits, la plupart par sa société de production, Mandeville Films. Il a également réalisé un épisode de la série télévisée Monk, intitulé Le demi-Monk.

## Biographie
David Hoberman est né dans une famille juive ; il a commencé sa carrière à l'American Broadcasting Company. En 1994 [ou 1995 ?], il a cofondé Mandeville Films avec Todd Lieberman (en).

## Filmographie sélective

### Au cinéma
- 1997 : The 6th Man de Randall Miller
- 1997 : George de la jungle (George of the Jungle) de Sam Weisman
- 1998 : Négociateur (The Negotiator) de F. Gary Gray
- 1999 : L'Autre Sœur (The Other Sister) de Garry Marshall
- 2001 : Antitrust de Peter Howitt
- 2001 : Escrocs (What's the Worst That Could Happen ?) de Sam Weisman
- 2001 : Péché originel (Original Sin) de Michael Cristofer
- 2001 : Bandits de Barry Levinson
- 2004 : Fashion Maman (Raising Helen) de Garry Marshall
- 2006 : Antartica, prisonniers du froid (Eight Below) de Frank Marshall
- 2008 : Le Chihuahua de Beverly Hills (Beverly Hills Chihuahua) de Raja Gosnell
- 2009 : La Proposition (The Proposal) d'Anne Fletcher
- 2009 : Clones (Surrogates) de Jonathan Mostow
- 2010 : The Fighter de David O. Russell
- 2012 : Warm Bodies de Jonathan Levine
- 2013 : 21 and Over de Jon Lucas et Scott Moore
- 2014 : Muppets Most Wanted de James Bobin
- 2015 : Broken Horses de Vidhu Vinod Chopra
- 2017 : Wonder de Stephen Chbosky
- 2019 : The Aeronauts de Tom Harper
- 2022 : White Bird: A Wonder Story de Marc Forster
- 2022 : Tic et Tac, les rangers du risque (Chip 'n Dale: Rescue Rangers) d'Akiva Schaffer
- 2022 : Shotgun Wedding de Jason Moore

### À la télévision
- 2002 – 2009 : Monk, 124 épisodes
- 2007 : Kill Point : Dans la ligne de mire (The Kill Point), 4 épisodes
- 2010 – 2011 : Detroit 1-8-7, 18 épisodes